# Лорія
Лорія (італ. Loria, вен. Loria) — муніципалітет в Італії, у регіоні Венето, провінція Тревізо.
Лорія розташована на відстані близько 430 км на північ від Рима, 50 км на північний захід від Венеції, 31 км на захід від Тревізо.
Населення — 9263 особи (2014).

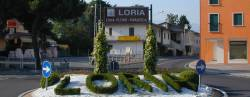

Щорічний фестиваль відбувається 24 серпня. Покровитель — святий Варфоломій.

## Демографія
Населення за роками:

Станом на 1 січня 2023 року в муніципалітеті офіційно проживало 946 іноземців з 38 країн, серед них 645 громадян країн Євросоюзу та 7 громадян України.

## Сусідні муніципалітети
- Кассола
- Кастелло-ді-Годего
- Галльєра-Венета
- Муссоленте
- Рієзе-Піо-X
- Россано-Венето
- Сан-Мартіно-ді-Лупарі
- Сан-Ценоне-дельї-Еццеліні